# Spirituskørsel
Spirituskørsel, spritkørsel eller promillekørsel er den juridiske betegnelse for lovovertrædelsen at køre motorkøretøj med alkohol i blodet.
Grænsen for spirituskørsel er i Danmark 0,5 promille. I Danmark blev der i årene 2011-15 dræbt 157 personer på grund af spirituskørsel.
Spirituskørsel anses for at være årsag til mange trafikuheld med dødelig udgang. Derfor gennemfører politiet jævnligt kontroller ved at stoppe motorkøretøjer i bytrafik og ved større veje, og tjekke førerens alkoholpromille.
Alkohols skadelige virkninger kan inddeles i fire faser. I første fase påvirkes personligheden ved at hæmninger forsvinder. I anden fase optræder træthed, og reaktions- og opfattelsesevnen svigter. Tredje fase ligner et narkosestadium, og fjerde fase ligner respiratorisk lammelse. Alle fire faser påvirker førerens evne til at køre bil negativt.

## Promillegrænser i Europa
- 0,0 promille: Rumænien, Slovakiet, Tjekkiet og Ungarn.[2]
- 0,2 promille: Estland, Færøerne,[3] Norge, Polen og Sverige.[2]
- 0,3 promille: Bosnien-Hercegovina, Montenegro[4] og Serbien[5].[2]
- 0,4 promille: Litauen.[2]
- 0,5 promille: Belgien, Bulgarien, Danmark, Finland, Frankrig[6], Grækenland[7], Hviderusland[5], Holland[8], Irland, Island, Italien, Kroatien[9], Letland[10], Luxembourg[10], Makedonien[5], Portugal, Skotland, Schweiz, Slovenien[5], Spanien[11], Tyrkiet[12], Tyskland[13] og Østrig[14].[2]
- 0,8 promille: Liechtenstein, Malta og Storbritannien.[2]

### Udenfor Europa
- USA: Navn "Driving under the influence of alcohol", populært forkortet DUI. Der er dog forskellige navne i de enkelte delstater:
  - Yngre end 21 år: 0,1−0,2 promille i alle delstater. Princippet er 0,0 promille, men af måletekniske årsager er den praktiske grænse forskellig fra delstat til delstat.
  - For erhvervschauffører: 0,4 eller 0,5 promille (varierer fra delstat til delstat).
  - "Driving while impaired": 0,5 promille (gælder kun visse delstater).
  - "Illegal per se": 0,8 promille (gælder alle delstater).
  - "Driving under the combined influence of alcohol and drugs": Kørsel under den kombinerede påvirkning af alkohol og narkotika – ingen specifik mængde alkohol i blodet, men kun impairment, (ca. nedsat evne) som følge af den samlede virkning af alkohol og andre farmakologiske stoffer (uanset om de er lovlige eller ej).
  - I delstaterne Ohio, Iowa, Minnesota og Oregon skal spritbilister købe en særskilt nummerplade til sit køretøj, et såkaldt "scarlet letter", for at identificere dem som spritbilister. Denne straf idømmes dem som et supplement til de mere traditionelle straffe fra domstolene.[15]
- Antigua og Barbuda, Barbados, Comorerne, Egypten, Gambia, Grenada, Guatemala, Indonesien, Marshalløerne, Niger, Saint Vincent og Grenadinerne, Senegal, Sierra Leone, Sydsudan, Syrien og Togo: Har ingen lovbestemmelser som forbyder spirituskørsel.[16]

## Straf for spirituskørsel
Som en ledetråd for, hvor meget alkohol man har i blodet, anvender politiet resultatet fra et alkometer (udåndings-test), mens den endelige promille måles ud fra en blodprøve. Politiet har dog i 2011-2012 haft forsøg med bevis-alkometre, hvor det er udåndingsprøven, der er den juridisk gyldige. Politiet har dog standset disse forsøg, idet der var tvivl om bevisalkometrenes nøjagtighed.
Spirituskørsel med en promille fra 0,51 til 1,20 straffes med en betinget frakendelse af kørekortet samt en bøde på en nettomånedsløn ganget med promillen. For at kunne beholde førerretten skal man gennemføre et ANT (Alkohol, Narko og Trafik)-kursus, som varer 12 timer (4 lektioner á 3 timer) og koster kr. 3.200,-.
Har promillen været mellem 1,21 og 2,00 frakendes kørekortet ubetinget i mindst tre år. Dog kan frakendelsestiden forkortes med et år, hvis man vælger at køre med alkolås i to år. Bøden er en nettomånedsløn ganget med promillen. Når frakendelsestiden er udløbet, skal man for at kunne generhverve førerretten gennemføre et ANT-kursus som nævnt ovenfor samt bestå en kontrollerende teori- og køreprøve.
Hvis promillen har været 2,01 eller derover, frakendes kørekortet ubetinget i mindst tre år. Straffen er desuden 20 dages betinget fængsel, en bøde på størrelse med en nettomånedsløn samt at bilen kan blive konfiskeret. Efter tre år kan man vælge enten at køre med alkolås i to år, eller vente yderligere to år med at generhveve førerretten. For at generhverve førerretten skal man under alle omstændigheder gennemføre et ANT-kursus samt en kontrollerende teori- og køreprøve.
Selv om ens promille er under 0,5, kan man alligevel blive straffet for spirituskørsel hvis politiet vurderer, at man er ude af stand til at køre på betryggende måde.
Der er en gentagelsesvirkning, som indebærer, at hvis man bliver taget igen for spirituskørsel indenfor 5 år efter udløbet af frakendelsestiden, bliver straffen og sanktionen strengere.